# 三浦英樹
三浦 英樹
1. 日本の作曲家、作詞家、エグゼクティブプロデューサー。本項。

三浦 英樹（みうら　ひでき、1964年（昭和39年）12月10日 - ）は日本の作曲家、作詞家、エグゼクティブプロデューサー。
東京都出身。

## 経歴
三浦弘の長男に生まれ、1983年から弘と、弘の兄弟たちと共にムードコーラス歌謡バンド「三浦弘とハニーシックス」のメンバーのドラムス・ボーカルとしての活躍。全国のナイトクラブをはじめキャバレー、ディナーショーの出演。後に音楽プロデューサー、イベント企画制作、TV番組やプロモーションビデオ等の制作プロデュースなど手がける。
過去にはニューヨークの音楽の殿堂カーネギーホールで始めて素人を歌わせるカラオケ大会のプロデュースを行い世間を騒がせるなど奇抜なアイデアと実行力で世間を楽しませた。
現在は韓国をはじめ東南アジアでのプロデュースを手掛け数々の表彰もされている。
また、インターネット上で音楽やアートの専門番組の立ち上げなどに関わる傍ら来客数1万人を越えるハワイアンイベント多摩庭ハワイの実行委員長をはじめ又 2010年まで新宿飛鳥ホテル最上階 Live Bar HoneyBee をそして 2015年迄銀座で伝説の Bar「Beach Bar Waikiki」を経営、そこでは LIVE は勿論のこと、現役ミュージシャンや音楽業界、各界関係、企業役員等の音楽好きが集まり交流を行っていた。
現在は練馬区関町でレコーディング＆リハーサルスタジオ「Studio Sound Shot Tokyo」のオーナーとして運営。
作詞、作曲、音楽プロデューサーとしての活動している。
ちなみにスタジオで制作した作家ペンネームは地元の地名より「せき むさし」としている。

## ハニーシックス時代の楽曲
・よせばいいのに（三浦弘 作詞作曲）
・お嫁に行けないわたし（三浦弘 作詞作曲）
・愛の果てまで（三浦弘 作詞作曲）
・女性（ひと）は愛に生きる（三浦弘 作詞作曲）
・今夜はオールナイトで（三浦弘 作詞作曲）
・オールナイトで朝帰り（三浦弘 作詞作曲）
・3年目の浮気
・ふりむかないで
・しかたないさ（三浦弘 作詞作曲） 他
代表的海外イベントプロデュース
- 1994年2月 中日文化交流カラオケ大会 （中国人民大会堂によるイベント）

チーフプロデューサー
- 1995年11月22日 USA日米対抗カーネギーホールカラオケフェスティバル（カーネギーホール初のカラオケイベント）チーフプロデューサー

### 海外賞歴
- 2010年11月23 日韓国社団法人韓国芸術文化団体連合会

社団法人 韓国演芸芸術人協会歌謡創作委員会より海外功労賞 受賞
- 2018年11月23 日韓国社団法人韓国芸術文化団体連合会

社団法人韓国演芸芸術人協会歌謡創作委員会より海外功績大賞 受賞
- 2019年11月27 日韓国社団法人韓国芸術文化団体連合会

社団法人韓国演芸芸術人協会歌謡創作委員会より海外功績大賞 受賞